# Джулиани, Карло
Ка́рло Джулиа́ни (итал. Carlo Giuliani; 14 марта 1978, Рим, Италия — 20 июля 2001, Генуя, Италия) — итальянский анархист и один из символов антиглобалистского движения. Застрелен карабинером во время демонстраций против саммита «большой восьмёрки» в Генуе.

## Инцидент
Фотожурналист, сын председателя отделения профсоюза CGIL Хайди Джулиани, которая после его смерти станет сенатором Партии коммунистического возрождения. Анархист и тифози футбольного клуба «Рома» Карло Джулиани принял участие в демонстрации протеста антиглобалистов против саммита «Большой Восьмёрки» в Генуе 20 июля 2001 года, стартовавшего в тот день.
Погиб трагически в 17:25 20 июля 2001 года во время столкновений между протестующими и итальянскими карабинерами на площади Алимонда. Автомобиль карабинеров застрял и был атакован протестующими. В разгар этого столкновения Джулиани, который был одет в синюю лыжную маску, взял огнетушитель, намереваясь бросить его на карабинеров, сидевших в Land Rover Defender. Был убит двумя выстрелами —- в лицо и в упор карабинером Марио Плацаником. После этого внедорожник дважды переехал его.

## Судебное разбирательство
Судья пришёл к выводу, что роковая пуля, которая убила Джулиани, не была непосредственно направлена на Джулиани, а «срикошетила от штукатурки», и постановил, что Марио Плацаник действовал в целях самообороны.
Тем не менее, во время последующего судебного разбирательства в Генуе, судебно-медицинская экспертиза профессора Марко Сальви, который был консультантом прокурора Сильвио Франц, показала, что Джулиани был жертвой «прямого попадания», что противоречит раннему решению. Заключение судьи Далойсо, которое уже подверглось сильной критике, было оспорено в прессе, были сняты и обвинения с водителя Лэнд Ровера на том основании, что Джулиани был уже мертв. Медики, которые пришли на помощь к Джулиани, свидетельствовали о том, что его сердце ещё билось, что это было подтверждено профессором Сальви в ходе судебного разбирательства в Генуе.
Чтобы запутать следствие дальше, Плацаник в конце 2003 года стал утверждать в интервью выходящей в Болонье газете «Il Resto Del Carlino», что его использовали, чтобы отвести подозрения от настоящих виновных, поскольку калибр пуль, которые попали в Джулиани, по свидетельству Плацаника, не совпадают с калибром оружия, используемого карабинерами.
25 августа 2009 года Европейский суд по правам человека осудил Италию — не за чрезмерное применение насилия к демонстрантам, а за то, что они не смогли выполнить обязательства по обеспечению права человека на жизнь в части расследования смерти Джулиани. Суд назначил в общей сложности 40 000 евро в качестве компенсации морального ущерба трём заявителям. Однако в 2011 году Большая палата ЕСПЧ пересмотрела это решение и признала, что нарушений Европейской конвенции по правам человека допущено не было.

## Последствия
- Через несколько дней в Генуе, и не только, состоялись митинги, посвященные памяти погибшего антиглобалиста. Десятки тысяч людей, прежде аполитичных, вышли на улицы, чтобы высказать своё мнение, показать, что они на стороне Карло.
- 9 декабря в Генуе у здания полицейского управления были взорваны две бомбы. Ответственность за акцию взяла на себя неизвестная группа «20 июля», направившая в полицию и газеты несколько писем с детальным описанием компонентов использованной взрывчатки.
- Карло Джулиани стал символом гражданских беспорядков во время саммита G8 в Генуе.
- Различные группы отдали дань памяти Карло, посвящая ему песни.
- Североамериканское общество политических поэтов под названием «Outspoken Word Troupe» опубликовало материал под названием «Повесть о двух Джулиани», противопоставляя Карло бывшему мэру Нью-Йорка Руди Джулиани.
- Площадь Алимонда, на которой был убит Джулиани, активисты неофициально переименовали в «Площадь Карло Джулиани», на которой возведен мемориал с сувенирами, фотографиями, письмами и цветами. С тех пор мемориал был подожжен два раза. Другой памятник возведён за счет родителей, на котором написаны слова «Карло Джулиани, мальчик».
- В 2002 году Франческа Коменчини снял документальный фильм под названием «Карло Джулиани» о последних часах жизни Карло. Он был показан вне конкурса на Каннском кинофестивале в 2002 году.
- В городе Порту-Алегри в Бразилии поставлен памятник Карло Джулиани.

## Карло Джулиани в панк-культуре
- Белорусская анархо-панк-группа «Antiglobalizator» посвятила песню «Выстрел Правосудия».
- Английская анархо-панк-группа «Conflict» выпустила сингл Carlo Giuliani (апрель 2003 года), посвященный памяти погибшего анархиста[2][3].
- Испанская ска-панк группа «Ska-P» посвятила ему песню «Solamente Por Pensar».
- Британская группа «Chumbawamba» посвятила Карло Джулиани англоязычный перепев песни итальянских партизан «Белла Чао».
- Французская Oi! группа «Brigada Flores Magon[фр.]» посвятила ему песню «Genoa Libera».
- В честь Карло Джулиани взяла своё название уфимская math-metal группа «Carlo Giuliani».
- Люксембургская панк группа «Petrograd» посвятила песню «July 20th».
- Карло Джулиани упомянут в песне «Всё не зря» российской панк-группы «Четверио».
- Упомянут в песне «В моей стране» российской панк-группы «Ничего хорошего».